# ¡Señoras y señores!
¡Señoras y señores! és un programa de música i varietats emès per Televisió Espanyola en dues etapes entre els anys 1974 i 1975. Dirigit per Valerio Lazarov i José María Quero, va llançar a la fama a cantants i actrius com Victoria Vera, Ángela Carrasco, Norma Duval o María José Cantudo.

## Format
Consistia en un espectacle amb actuacions musicals, humor i varietats, que s'emetia els dissabtes a la nit, i estava realitzat pel romanès Valerio Lazarov i per José María Quero, que s'alternaven setmanalment al capdavant del programa, d'una forma similar a com ja el fessin anteriorment el propi Lazarov i Fernando García de la Vega amb Pasaporte a Dublín (1970). C Cada realitzador, respectant l'estructura bàsica del format, feia un programa pràcticament diferent en la forma, cadascun amb el seu propi equip complet independent, tant de presentadors i ballet com de producció i realització. Es va emetre en blanc i negre en la seva primera etapa, en 1974, per a passar a emetre's en color a la fi de 1974, al principi sol els programes de Lazarov, alternant-se durant algunes setmanes el blanc i negre amb el color. En la nit del 31 de desembre de 1974 a l'1 de gener de 1975, la tradicional gal·la de Nit de cap d'any de Televisió Espanyola va consistir en una edició especial de ¡Señoras y señores! de llarga durada produïda per Lazarov i amb molts més convidats, amb Tom Jones i Engelbert Humperdinck com a màximes estrelles, que va constituir la primera emissió en color del programa, va ser la primera gala de Nit de cap d'any de Televisió Espanyola emesa en color. El programa es va acomiadar el 15 de març de 1975, just una setmana abans de l'emissió del Festival de la Cançó d'Eurovisió 1975, amb una emissió resumeixen dels millors moments del programa.

### Versió de José María Quero
La versió de José María Quero seguia un format i realització clàssica amb enquadraments normalment estàtics i moviments de càmera suaus i tradicionals. Estava presentada primer per Fiorella Faltoyano i Mario Clavel. Unes setmanes després, va quedar Fiorella en solitari a càrrec de la presentació. En aquesta versió, la presentadora realitzava les seves presentacions de forma sòbria i tradicional, encara que intercalant-les amb sketches variats. Els ballarins que participaven en aquesta versió, que no eren el Ballet Zoom de la versió de Lazarov, realitzaven coreografies de Jean Guellis i Alain Le Bihan, unes coreografies temàtiques intercalades entre les actuacions dels artistes en les quals a vegades participava la presentadora, i que es feien en decorats més elaborats que en la versió de Lazarov. En aquests decorats també es feien les actuacions dels artistes convidats, i el programa transcorria de forma contínua, sense seccions diferenciades fixes com en la versió de Lazarov. La sintonia en aquesta versió era obra de Jesús Gluck.

### Versió de Lazarov
La versió de Valerio Lazarov tenia un format avantguardista habitual en la resta de l'obra del realitzador romanès. La presentació era a càrrec de dues presentadores i tres hostesses que van anar girant amb el temps. En la primera temporada, les presentadores van ser Victoria Vera i Sharin, i les hostesses van ser Ángela Carrasco, Norma Duval i Carmen Platero. En la segona temporada, Ángela Carrasco va ascendir a presentadora i la va acompanyar en un primer moment Blanca Estrada i després María José Cantudo, sent les hostesses per a tota la temporada Mayte Calvo, Sally i Sonia Arenas. En els últims mesos, després d'abandonar el programa Carrasco i Cantudo, van ser substituïdes per Pilar Velázquez i María Salerno. Les presentadores s'encarregaven d'introduir als artistes, sempre cantant, mentre que les hostesses presentaven algunes seccions de la mateixa forma. En tot moment, van ser acompanyades pel Ballet Zoom que realitzava durant les actuacions coreografies de Don Lurio en les quals participaven també hostesses i presentadores.
La realització contrastava amb la de Quero en realitzar-se en decorats diàfans i gairebé buits la senzillesa dels quals es compensava amb multitud d'efectes especials o, des de l'arribada del color, del chroma key, donant a cada actuació un aspecte de videoclip, amb l'estil habitual surrealista de Lazarov i l'ús intensiu de moviments ràpids de càmera, muntatges frenètics i el zoom, que va provocar queixes d'alguns espectadors que deien marejar-se en veure el programa. Les sintonies principal i de les seccions eren obra d'Augusto Algueró.
El programa en versió de Lazarov constava de quatre seccions. La primera es titulava "Nuestro chef", i en ella les presentadores anaven presentant d'un en un a tots els artistes que actuarien aquesta nit com si fossin plats d'un menú culinari. Per exemple, per a presentar a Las Grecas, utilitzaven la frase De primer, un entrant amb sabor andalús de gaspatxo, Las Grecas. Després, l'artista interpretava un fragment d'una de les cançons més conegudes del seu repertori a manera de targeta de presentació abans de les actuacions posteriors. La segona secció es titulava "El rastre musical", i en ella els artistes interpretaven un popurrí de cançons del seu repertori. La tercera secció es titulava "Una cançó per a la seva fotografia". En ella, els espectadors enviaven al programa una foto personal que mostrava el programa, i a canvi a l'espectador se li dedicava una cançó d'un dels artistes convidats. Finalment, estava la quarta secció, "Apoteosis", en la qual un artista especial es convertia en el mestre de cerimònies, interpretant diverses cançons completes del seu repertori i alhora presentava actuacions dels restants artistes.

## Artistes convidats
Al llarg dels seus anys d'existència, van acudir al programa artistes de l'època com Raffaella Carrà, Marujita Díaz, Emilio José, Sergio y Estíbaliz, María Ostiz, Camilo Sesto, Mireille Mathieu, France Gall, Miguel Ríos, Claudio Baglioni, Gilbert O'Sullivan, Rocío Jurado, Mike Kennedy, Patty Pravo, Micky, Antonio Machín, Roberto Carlos, Nati Mistral, Karina, Salomé, Las Grecas, Marisol, Los Tres Sudamericanos, Manolo Otero o ABBA.